# Цинь Сяоцин
Цинь Сяоцин (秦曉慶/秦晓庆, нар. 10 жовтня 1984, провінція Цзянсу) — китайська борчиня вільного стилю, чемпіонка світу, бронзова призерка чемпіонату Азії, переможець та призер Кубків світу.
Боротьбою займається з 2002 року.

## Спортивні результати на міжнародних змаганнях

### Виступи на Чемпіонатах світу
| Змагання                        | Збірна | Вагова категорія          | Місце  |
| ------------------------------- | ------ | ------------------------- | ------ |
| Чемпіонат світу з боротьби 2009 | КНР    | жіноча боротьба, до 72 кг | Золото |

### Виступи на Чемпіонатах Азії
| Змагання                       | Збірна | Вагова категорія          | Місце  |
| ------------------------------ | ------ | ------------------------- | ------ |
| Чемпіонат Азії з боротьби 2006 | КНР    | жіноча боротьба, до 72 кг | Бронза |

### Виступи на Кубках світу
| Змагання                    | Збірна | Вагова категорія          | Місце  |
| --------------------------- | ------ | ------------------------- | ------ |
| Кубок світу з боротьби 2009 | КНР    | жіноча боротьба, до 67 кг | Золото |
| Кубок світу з боротьби 2010 | КНР    | жіноча боротьба, до 67 кг | Бронза |

### Виступи на інших змаганнях
| Змагання                             | Збірна | Вагова категорія          | Місце  |
| ------------------------------------ | ------ | ------------------------- | ------ |
| Всесвітні ігри бойових мистецтв 2010 | КНР    | жіноча боротьба, до 72 кг | Золото |